# Partito del Lavoro (Lituania)
Il Partito del Lavoro (in lituano Darbo partija) è un partito politico lituano populista.

## Storia
DP è stato fondato nel 2003 dal miliardario di origini russe Viktor Uspaskich.
Alla sua prima prova elettorale, in occasione delle elezioni europee del 2004, il partito divenne la prima forza politica lituana con il 30,2% dei voti e 5 euro-deputati. Il DP diede vita, insieme al Movimento Democratico francese e all'italiana Margherita, al Partito Democratico Europeo, per poi uscirne alla volta dell'ALDE.
Alle elezioni politiche dell'ottobre 2004, il DP ha si confermò primo partito con il 28.4% dei voti, conquistando ben 39 deputati (su un Parlamento di 141 membri). DP formò il nuovo governo insieme ai socioliberali della NS e ai socialdemocratici del LDSP. Nel 2006, però, dopo una crisi politica, NS e DP uscirono dal governo, che venne formato da LDSP, Unione dei Liberali e di Centro e Unione Popolare dei Contadini di Lituania.
Alle politiche del 2008 i "laburisti", nonostante si presentarono insieme al movimento "Gioventù", ottennero il 9% dei voti (- 19%) ed elessero 10 deputati. I "laburisti" vennero penalizzati soprattutto nei collegi maggioritari dove elessero appena 2 deputati. IL DP venne penalizzato dall'affermazione del neonato Partito di Rinascita Nazionale, anch'esso centrista. Alle politiche 2012, DP ottenne il 19,8% dei voti, divenendo il primo partito in termini di voti. In termini di seggi, invece, i laburisti vennero superati dai socialdemocratici (29 contro 38). DP entrò a far parte del nuovo governo insieme al Partito Socialdemocratico di Lituania, a Ordine e Giustizia e all'Azione Elettorale dei Polacchi in Lituania.

## Risultati elettorali
| Elezione          | Voti    | %     | Seggi    |
| ----------------- | ------- | ----- | -------- |
| Europee 2004      | 363.996 | 30,16 | 5 / 13   |
| Parlamentari 2004 | 340.035 | 28,44 | 39 / 141 |
| Parlamentari 2008 | 111.149 | 8,99  | 10 / 141 |
| Europee 2009      | 48.368  | 8,56  | 1 / 12   |
| Parlamentari 2012 | 271.520 | 20,69 | 29 / 140 |
| Europee 2014      | 146.607 | 12,81 | 1 / 11   |
| Parlamentari 2016 | 59.620  | 4,88  | 2 / 141  |
| Europee 2019      | 113.189 | 9,00  | 1 / 11   |
| Parlamentari 2020 | 110.773 | 9,77  | 10 / 141 |

| Elezione           | Elezione | Candidato          | Voti    | %     | Esito                |
| ------------------ | -------- | ------------------ | ------- | ----- | -------------------- |
| Presidenziali 2009 | I turno  | Loreta Graužinienė | 49.667  | 3,61  | ❌ Non eletta/o (6º) |
| Presidenziali 2014 | I turno  | Artūras Paulauskas | 160.139 | 12,19 | ❌ Non eletta/o (3º) |